# El cielo (película)
El cielo es una película dramática colombiana de 2009 dirigida y escrita por Alessandro Basile y protagonizada por Salvo Basile, César Mora, Blas Jaramillo, Jairo Camargo y Carmenza Gómez, exhibida en la edición n.º 47 del Festival Internacional de Cine de Cartagena.

## Sinopsis
Salvatore es un cura italiano exiliado en Cartagena, Colombia, donde usa la marihuana con fines medicinales. Sin quererlo se ve envuelto en un problema cuando Ángel Ochún, un hombre de raza negra que está a punto de ser alcalde de la ciudad, se mete en su vida y acaba con su tranquilidad.

## Reparto
- Salvo Basile
- Ira Fronten
- César Mora
- Blas Jaramillo
- Jairo Camargo
- Carmenza Gómez
- Ramiro Meneses